# Río Blanco (Oeste)
El río Blanco (Oeste) es un curso natural de agua que fluye en la región de Aysén del general Carlos Ibáñez del Campo hasta desembocar en el río Aysén
(No confundir con el río Blanco Este que también fluye en la cuenca del Aysén, pero más al este, cerca de la frontera).

## Trayecto
Se emplaza en los Andes Patagónicos Septentrionales entre las coordenadas geográficas  entre los 45º25’-46°15’Latitud Sur y 72°15’-72º55’ Longitud Oeste. Cubre una superficie de 360 km², comprende la provincia Aysén. Este río nace del desagüe del lago Caro, drenando un área de 1496,8 km², de los cuales más de 100 km² corresponden superficie de lagos. Este se considera el último tributario del río Aysén antes de su desembocadura en el mar. 
Consta de solo una ruta en el tramo inferior del Río Blanco (Oeste), observándose la zona de confluencia con el Río Aysén, ruta X-550.

## Caudal y régimen
Los aportes a esta cuenca son nivales, pluviales y glaciales. Los aportes nivales se deben a la existencia de cadenas montañosas de importancia como las cordilleras Cumbre Blanca y Cumbre Negra y La Campana, el cordón de Los Barrancos y cerros como el Huemules. En conjunto a dicho régimen, se suma la influencia reguladora de la gran cantidad de lagos ubicados en esta zona. Este río es un emisario de los lagos Caro y Riesco.

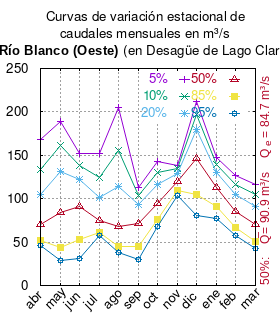
Curvas de variación estacional del río Blanco Oeste en desagüe del lago Caro.

El caudal del río (en un lugar fijo) varía en el tiempo, por lo que existen varias formas de representarlo. Una de ellas son las curvas de variación estacional que, tras largos periodos de mediciones, predicen estadísticamente el caudal mínimo que lleva el río con una probabilidad dada, llamada probabilidad de excedencia. La curva de color rojo ocre (con {\displaystyle {\color {Red}\vartriangle }}) muestra los caudales mensuales con probabilidad de excedencia de un 50%. Esto quiere decir que ese mes se han medido igual cantidad de caudales mayores que caudales menores a esa cantidad. Eso es la mediana (estadística), que se denota Qe, de la serie de caudales de ese mes. La media (estadística) es el promedio matemático de los caudales de ese mes y se denota {\displaystyle {\overline {Q}}}. 
Una vez calculados para cada mes, ambos valores son calculados para todo el año y pueden ser leídos en la columna vertical al lado derecho del diagrama. El significado de la probabilidad de excedencia del 5% es que, estadísticamente, el caudal es mayor solo una vez cada 20 años, el de 10% una vez cada 10 años, el de 20% una vez cada 5 años, el de 85% quince veces cada 16 años y la de 95% diecisiete veces cada 18 años. Dicho de otra forma, el 5% es el caudal de años extremadamente lluviosos, el 95% es el caudal de años extremadamente secos. De la estación de las crecidas puede deducirse si el caudal depende de las lluvias (mayo-julio) o del derretimiento de las nieves (septiembre-enero).

## Población, economía y ecología
SERNATUR lo describe como:: 28 
Su cuenca de 2.926 km2 se caracteriza por contar con ocho lagos y varias lagunas ubicadas en las comunas de Coyhaique y Aysén. Esto hace que sus aguas sean de excelente calidad y de alto interés para la pesca deportiva. En su cabecera también se encuentra el activo volcán Hudson y la cordillera Castillo. Este hermoso río con un caudal promedio de 287 m3/s nace en el lago Caro, para terminar de confluir en el río Aysén. Tal vez la mayor peculiaridad de este río sea su descarga máxima instantánea de 2.680 m3/s, la más alta de la Región de Aysén. Un 85 por ciento de su cuenca está cubierta de bosque siempre verde.

### Geomorfología
A nivel regional, el río  Blanco (Oeste)  se  emplaza en el margen NE de la Región Patagónica y Polar del Islandsis Antártico. Localmente, este río se ubica en la subregión morfológica de las Cordilleras Patagónicas Orientales con Ríos y Lagos con Control Tectónico y Hundimiento, sobre la Cordillera de los Andes bajo el efecto estructurador de la tectónica y modelador de la intensa actividad glacial cuaternaria.
En el recorrido del valle del río Blanco (Oeste) se reconocen la predominancia de la unidad morfoestructural  de la Cordillera Principal.  La que corresponde a las cumbres más altas del área (> 2000 m s. n. m.). Las rocas aflorantes corresponden a plutones graníticos. Además se reconoce parcialmente la unidad morfoestructural de Precordillera corresponde a cordones montañosos con altitudes que no sobrepasan los 2.000 m s. n. m., adyacente a la Cordillera Principal. Está conformada por rocas volcanoclásticas y sedimentarias, marinas y continentales de edad meso-cenozoica. Se reconocen principalmente por una cubierta de depósitos cuaternarios de origen glacial, fluvioglacial y glaciolacustre, ocupando gran parte de la de la zona del valle del río Blanco (Oeste).